# جين كيونغ-سن
جين كيونغ-سن (هانغل: 진경선) هو لاعب كرة قدم كوري جنوبي في مركز الوسط، ولد في 10 أبريل 1980 في كوريا الجنوبية. لعب مع جونبك هيونداي موتورز وجيجو يونايتد.

## وصلات خارجية
- جين كيونغ-سن على موقع دوري كوريا الجنوبية (الإنجليزية)
- جين كيونغ-سن على موقع قاعدة بيانات كرة القدم.إي يو (الإنجليزية)